# Pherotesia suffumosa
Pherotesia suffumosa är en fjärilsart som beskrevs av Paul Dognin 1911. Pherotesia suffumosa ingår i släktet Pherotesia och familjen mätare. Inga underarter finns listade i Catalogue of Life.